# Montparnasse

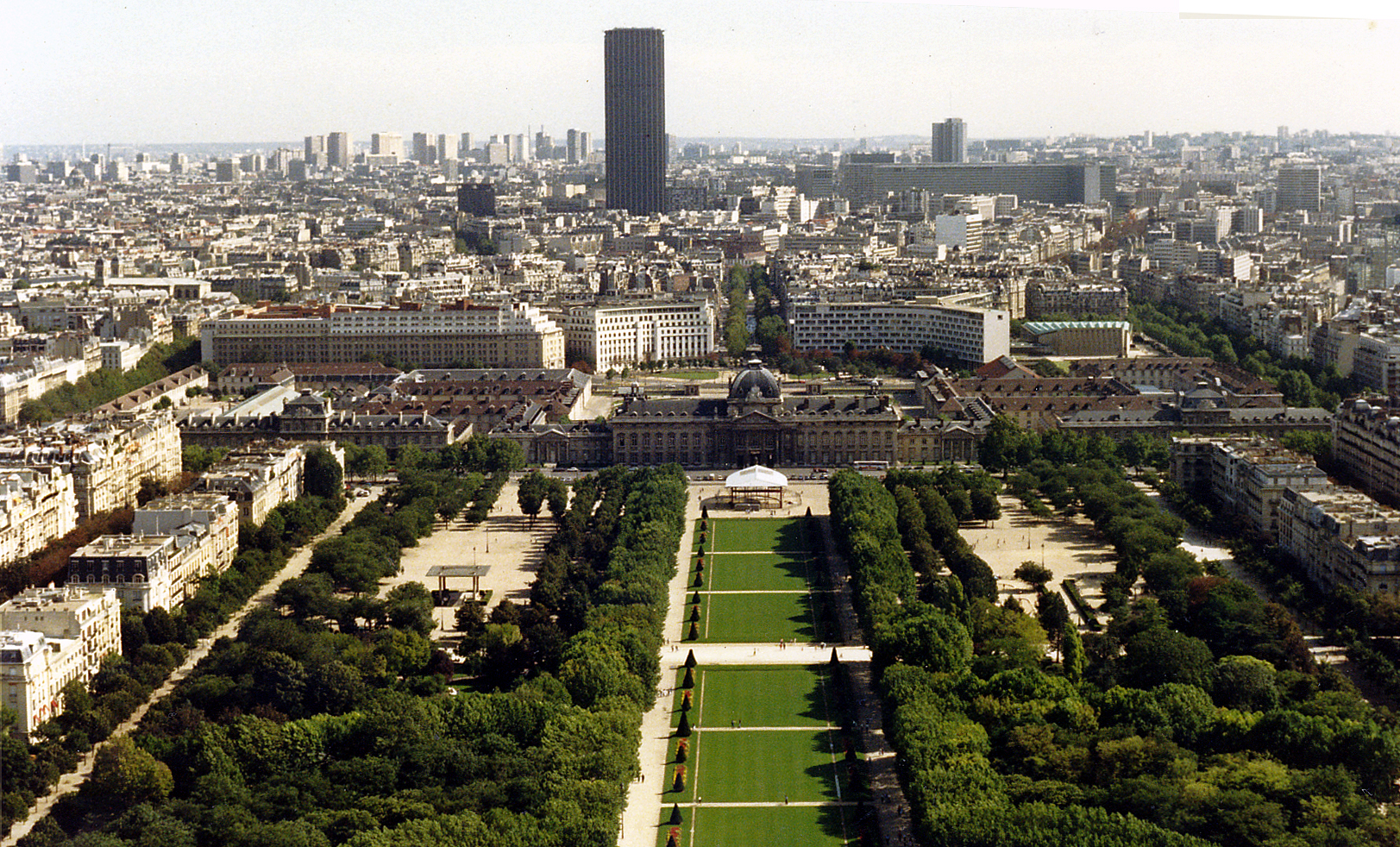
La torre Montparnasse des de la torre Eiffel

Montparnasse és un barri del sud de París a la riba esquerra del riu Sena, al districte 14è. Va ser integrat a la ciutat, juntament amb altres municipis, el 1860.
El nom d'aquest barri fa referència al mont Parnàs de la mitologia grega, ja que al segle xvii els estudiants anaven a declamar versos al pujol que actualment ocupa el barri.
Al segle xviii es va traçar en aquest terreny el passeig de Montparnasse, molt popular a la ciutat. Des de la Revolució Francesa s'hi han instal·lat nombroses sales de ball i cabarets.
El barri ha donat el seu nom a una estació, un cementiri i una torre:
- Estació de Montparnasse, d'on surten els trens en direcció a l'oest i el sud-oest de França, de Granville a Tolosa de Llenguadoc.
- Cementiri de Montparnasse, o cementiri sud, on reposen, entre altres Charles Baudelaire, Jean-Paul Sartre, Simone de Beauvoir, Samuel Beckett, Guy de Maupassant, Sainte-Beuve.
- La Torre Montparnasse, torre de despatxos construïda de 1969 a 1972, de 210 m d'alçada (59 pisos). Era l'edifici pus alt de França, fins que es va estrenar la torre First al barri de La Défense el 2011 (230m).[1]

## Naixement de la comunitat artística
L'Exposició Universal de 1889 i la rica vida artística de Montmartre atreuen nombrosos artistes que s'instal·laran també a la zona de Montparnasse, força cèntrica. Un dels primers serà Pablo Picasso. Montparnasse, barri encara relativament verge, oferia tallers a lloguers mòdics i un entorn de cafès barats: llocs de trobada, d'emulació i d'ajuda mútua. Ràpidament s'hi va instaurar una atmosfera creativa i llibertària que va atraure marxants i mecenes a la recerca de nous talents. En aquesta comunitat la creativitat era acollida amb totes les rareses i provocacions; cada novetat era interpretada com la promesa d'una renovació artística.
D'entre els artistes que hi van viure o van freqüentar el barri, hi ha: Pablo Picasso, Guillaume Apollinaire, Henri Rousseau, Ossip Zadkine, Moïse Kisling, Marc Chagall, Nina Hamnett, Fernand Léger, Jacques Lipchitz, Max Jacob, Blaise Cendrars, Chaïm Soutine, Michel Kikoine, Pinchus Kremegne, Amedeo Modigliani, Ford Madox Ford, Ezra Pound, Marcel Duchamp, Suzanne Duchamp-Crotti, Constantin Brancusi, Paul Fort, Juan Gris, Diego Rivera, Tsuguharu Fujita, Marie Vassilieff, Grégoire Krug, Léonide Ouspensky, Léon-Paul Fargue, René Iché, Alberto Giacometti, André Breton, Pascin, Salvador Dalí, Jean-Paul Sartre, Henry Miller, Django Reinhardt, Joan Miró i Edgar Degas.
Al costat de la pintura i de l'escultura, la fotografia és igualment una de les arts destacades de Montparnasse. Man Ray hi va tenir el seu primer estudi on va començar la seva carrera com a fotògraf.
Així el barri esdevindrà referent de modernitat. Montparnasse va conèixer l'apogeu als anys 1920, els «anys bojos». Aleshores era el cor de la vida intel·lectual i artística a París i els seus cafès van entrar en la història de l'art.

## L'edat d'or
A la dècada del 1920 aquesta comunitat artística entra en contacte amb importants col·leccionistes d'art sobretot vinguts dels Estats Units com a Gertrude Stein, Peggy Guggenheim, Edith Wharton i Harry Crosby i rep les crítiques de personatges com D. H. Lawrence, Archibald MacLeish, James Joyce, Kay Boyle, Hart Crane, Ernest Hemingway, William Faulkner, Dorothy Parker i d'altres.
Els cafès, bars i tavernes, especialment els de la cruïlla Vavin, l'actual plaça Pablo Picasso, eren llocs de trobada on els artistes es reunien amb els seus companys i negociaven. Als cafès Le Dôme, La Closerie des Lilas, La Rotonde, Le Select, La Coupole i Le Boeuf dur le Toit, sempre oberts, s'acceptava que els artistes ocupessin una taula tot un vespre per un preu irrisori. Si s'adormien, els cambrers tenien com a instrucció no molestar-los. Les discussions eren habituals, algunes nascudes de polèmiques, d'altres de l'alcohol, i mai no s'avisava la policia, ni si s'arribava a les mans. Quan els artistes no podien pagar les despeses, alguns propietaris acceptaven un esbós com a pagament. Les parets dels cafès eren coberts d'una col·lecció d'obres d'art i esdevenien galeries improvisades.
La vida nocturna ha va ver llegendària, com les nits calentes del Bar Dingo. Entre els que freqüentaven els locals de nit, es pot assenyalar l'escriptor Morley Callaghan i F. Scott Fitzgerald.
El carrer de la Gaîté a Montparnasse era on es concentraven els teatres i els music-hall, al voltant del famós Bobino. Sobre els escenaris hi van actuar les estrelles del moment, prenien noms artístics d'una sola paraula, tal com era moda: Damia, Kiki, Mayol i Georgius, van cantar i actuar en sales plenes. Les Six actuaven sovint al barri, i van crear una música basada en les idees d'Erik Satie i Jean Cocteau.
Mentre el barri atreia gent del món sencer que hi va anar a viure i treballar en un entorn creatiu i de bohèmia, també va ser el domicili d'exiliats polític com Lenin, Lev Trotski, Porfirio Díaz, i Símon Petliura. Però després dels anys trenta, quan l'esperit crític i alegre dels «anys bojos» es va anar diluint, es va dispersar la comunitat artística. Després de la guerra, Montparnasse no ha recuperat mai l'aura que havia tingut.

## Montparnasse avui
En els anys 1960 es va projectar fer de Montparnasse el barri de negocis de la riba esquerra del Sena. Això va canviar la configuració d'aquest lloc carregat d'història. L'estació, massa estreta, va recular 400 metres, i a l'espai guanyat es va bastir la torre i un centre comercial.
Amb l'especialització creixent dels barris de París, Montparnasse ha esdevingut un barri de despatxos durant el dia, però té una àmplia oferta de cafès, cinemes i restaurants dedicats al lleure nocturn.
A l'Académie de la Grande Chaumière, on els artistes aficionats poden pintar models, o la botiga de material de pintura Sennelier (avui transformada en botiga FNAC). En alguns edificis s'han posat plaques per recordar el nom d'algun antic habitant il·lustre. En trobarem als carrers Grande-Chaumière i Campagne-Première o pel boulevard Raspail.
Per salvaguardar l'esperit del barri, es va obrir el 1998 el Museu de Montparnasse, que ofereix exposicions temporals. Al barri hi ha també els museus Zadkine i Bourdelle. Al la Place de Catalogne, de Ricardo Bofill, el jardí de l'Atlàntic i la seu de la Fundació Cartier d'art contemporani, de Jean Nouvel, són mostres d'arquitectura contemporània.